# Alyxia pugio
Alyxia pugio är en oleanderväxtart som beskrevs av Markgraf. Alyxia pugio ingår i släktet Alyxia och familjen oleanderväxter. Inga underarter finns listade i Catalogue of Life.